# تريفور فرانكلين
تريفور فرانكلين (بالإنجليزية: Trevor Franklin) (2 يونيو 1957 بليفربول في المملكة المتحدة - ) هو لاعب كرة قدم أمريكي في مركز الدفاع. لعب مع منيسوتا كيكس ‏ وواشنطن ديبلومتس وDetroit Express (1981–1983) ‏ وأتلانتا تشيفز ونيوإنغلند تي من ‏ وكليفلاند فورس ‏.

## وصلات خارجية
- تريفور فرانكلين على موقع قاعدة بيانات كرة القدم.إي يو (الإنجليزية)